# 平塚雷鳥
平塚雷鸟（日語：ひらつか らいちょう，1886年2月10日—1971年5月24日），本名平塚明，是日本思想家、評論家、作家、女权主义者，毕业于日本女子大学家政系，在战后主要参与反战运动。平塚在1911年9月庆祝杂志《青鞜》创刊撰写的文章《女性原本是太阳》是女权运动的重要象征之一。其就读的日本女子大学于2005年设立了平塚雷鸟奖。
平塚雷鸟的日文姓名一般写作，但也有都是汉字的情况（平塚雷鳥），也有被写成的情况。

## 生平
雷鸟于1886年出生于东京，是高级官员平塚定二郎的次女，母亲的娘家在明治维新前是和歌山藩主家的医生。1892年雷鸟进入富士见小学，尔后转学至诚之小学，毕业后进入东京女子高等师范学校附属高等女校。1903年雷鸟进入日本女子大学学习，毕业后又进入二松學舍大学学习。1907年6月，她开始创作短歌和短篇小说。
1908年发生了“盐原事件”。3月21日晚上，平塚雷鸟和森田草平两人搭乘前往大宮區、盐原方向的电车出游。在途中森田草平企图杀死雷鸟后殉情，没有成功。这个殉情未遂事件造成社会哗然，许多人开始批评身为处女的雷鸟和男子共处一室的行为。自此，雷鸟开始关注性别歧视和男尊女卑社会中女性的自我解放问题。
1911年9月，在生田長江的推荐下，她创办了日本首个女性文艺杂志《青鞜》，撰写了发刊辞《女性原本是太阳》。1919年11月24日，她和市川房枝、奥武芽绪等人组织創建“新妇女协会”，把《女性同盟》定为机关杂志，提出妇女参政、男女机会平等、男女同校、保障妇女儿童合法权益、争取世界和平等口号，积极开展妇女解放运动。“新妇女协会”的最大目标是要求修改《治安警察法》第五条，成员们为此四处奔波宣讲。1921年，雷鸟由于过度劳累，加之跟市川房枝产生分歧，不得不从协会退出。此外，伊藤野枝和山川菊荣等社会主义者也对雷鸟进行批判和攻击。1922年，《治安警察法》第五条修正案获得通过，之後平塚雷鸟开始了文学创作。第二次世界大战后，平塚雷鸟在推进妇女运动的同时积极推进和平运动，坚持反战。